# Рэй, Джеймс (хирург)
Джеймс Рэй (англ. James Rae; 1716 — 1791) — шотландский хирург, известен как наиболее ранной лектор по хирурги в Эдинбурге.

## Биография
Родился в семье парикмахера Джона Рэя (1677—1754), происходившего из Стерлингшира. Былом учеником Роберта Хопа, после его смерти — Джорджа Лаудера. 27 августа 1747 года, после сдачи экзаменов поступил в Королевский колледж хирургов Эдинбурга.
В период с 1764—1766 годов был президентом колледжа. В июле 1766 года был назначен хирургом-ординатором в Королевский госпиталь Эдинбурга и читал лекции по хирургии. В октябре 1776 года несколько хирургов предприняли неудачною попытку основать кафедру хирургии в Эдинбургском университете и предлагали назначить Рэйя первым профессором.
В конце жизни проживал на улице Королевская Миля. Скончался в 1791 году, похоронен в церковь францисканцев (Эдинбург).